# Maison du 40 quai Sainte-Catherine à Honfleur
La maison du 40 quai Sainte-Catherine à Honfleur est un édifice situé à Honfleur, dans le département français du Calvados, en France.

## Localisation
Le monument est situé à Honfleur au numéro 40 quai Sainte-Catherine anciennement numéro 61.

## Historique
La propriété est datée du XVIe siècle.
Les façades de la maison et les toitures sont inscrites au titre des Monuments historiques depuis le 6 mars 1933.